# Great Oakley
Great Oakley är en by och en civil parish i Tendring i Storbritannien. Den ligger i grevskapet Essex och riksdelen England, i den sydöstra delen av landet, 100 km öster om huvudstaden London. Orten har 1 012 invånare (2001). Byn nämndes i Domedagsboken (Domesday Book) år 1086, och kallades då Accleia/Adem.
Klimatet i området är tempererat. Årsmedeltemperaturen i trakten är 10 °C. Den varmaste månaden är juli, då medeltemperaturen är 18 °C, och den kallaste är februari, med 1 °C.